# Yumi Kokamo
Yumi Kokamo (jap. 小鴨 由水, Kokamo Yumi; * 26. Dezember 1971 in Akashi) ist eine ehemalige japanische Marathonläuferin.
Nach der Oberschule wurde sie 1990 Mitglied des Firmenteams von Daihatsu. Mit einer 20-km-Zeit von 1:07:10 h, erzielt am 10. November 1991 in Kōbe als Vorleistung, gewann sie bei ihrem Debüt den Osaka Women’s Marathon und stellte dabei mit 2:26:26 h einen japanischen Rekord und eine Debüt-Weltbestzeit auf.
Damit qualifizierte sie sich für die Olympischen Spiele in Barcelona, bei denen sie jedoch nur den 29. Platz in 2:58:18 belegte. 1993 verließ sie Daihatsu und schrieb sich von 1994 bis 1996 an der Kurzhochschule der Ryūkoku-Universität ein, um Sozialarbeit zu studieren.
1996 schloss sie sich dem Firmenteam von Iwataya an, wo sie von Morio Shigematsu trainiert wurde. 1998 heiratete sie und nahm den Familiennamen Matsunaga (松永) an. Als im Jahr darauf Iwataya sein Team auflöste, verließ sie die Firma und beendete ihre sportliche Laufbahn.
Heute ist sie Mutter von zwei Kindern und wirkt in Fukuoka als Instrukteurin in Behindertensport- und Altenpflegezentren. Als Volksläuferin ist sie weiterhin aktiv, und seit Anfang 2009 ist sie Kapitän des von Morio Shigematsu gegründeten Frauen-Leichtathletikvereins First Dream AC. Kurz danach startete sie beim Osaka Women’s Marathon – ihr erster ernsthafter Marathon seit den Olympischen Spielen – und kam in 2:58:52 auf den 58. Platz. Ihr Ziel, ihre Zeit von Barcelona 1992 zu unterbieten, ging dann beim Hokkaidō-Marathon desselben Jahres mit 2:52:59 (Platz 20) in Erfüllung.